# Gebre Krystos
Gebre Krystos (gyyz: ገብረ ክሪስቶስ, pol: "Sługa Chrystusa") – cesarz Etiopii od 18 marca do 8 czerwca 1832. Pochodził z dynastii salomońskiej. Był synem Gebre Mesaya, rzekomego potomka młodszego syna cesarza Fasiledesa, rządzącego Etiopią w XVII wieku.

## Panowanie
Gebre Krystos był marionetkowym cesarzem, wyniesionym na tron w miejsce Jozuego IV przez regenta, enderasa Alego Małego, zarządcę prowincji Jedżu z plemienia Oromo. W niedługim czasie Gebre Krestos został zastąpiony przez Alego na tronie swoim bratem, Sahle Dyngylem. Od tego czasu przebywał na wygnaniu na wyspie Mitraha na Jeziorze Tana. Przedstawiciele duchowieństwa z Azazo potępili Sahle Dyngyla za jego przekonania religijne i przekonali regenta do przywrócenia Gebre Krystosa do władzy cesarskiej. Panował on przez niecałe trzy miesiące, aż do swojej śmierci. Został pochowany w klasztorze Tekle Hajmanota w Adababay. Po jego śmierci nastąpiło interregnum, trwające kilka miesięcy aż do października 1832. Według Wallisa Budge'a Gebre Krystos mógł zostać otruty.